# Calamotropha shwarzi
Calamotropha shwarzi là một loài bướm đêm trong họ Crambidae.